# 新博格達諾韋
48°48′35″N 36°52′27″E / 48.80972°N 36.87417°E
新博赫達諾韋（烏克蘭語：Новобогданове）是位於烏克蘭東部的村莊，由哈爾科夫州伊久姆區的巴爾溫科韋市鎮負責管轄。該村始建於1923年，面積0.34平方公里，海拔高度180米，2001年人口125，人口密度每平方公里367.7人。